# Epacrocerus maculatus
Epacrocerus maculatus är en tvåvingeart som beskrevs av Hardy 1982. Epacrocerus maculatus ingår i släktet Epacrocerus och familjen borrflugor. Inga underarter finns listade i Catalogue of Life.